# 沃菲爾德 (肯塔基州)
沃菲爾德（英語：Warfield）是一個位於美國肯塔基州馬丁縣的城市。

## 地方資料
根據2020年美國人口普查的數據，沃菲爾德的面積為2.17平方千米，當中陸地面積為2.14平方千米，而水域面積為0.03平方千米。當地共有人口264人，而人口密度為每平方千米121.66人。